# Рум'янцев Сергій Петрович
Граф Сергій Петрович Рум'янцев (17 (28) березня 1755 — 24 січня ( 5 лютого) 1838) — російський дипломат, сенатор і меценат, останній граф Румянцев.
Ініціатор закону 1803 року про вільних хліборобів. Його ім'ям названа садиба Сергіївка під Петербургом.

## Життєпис
Наймолодший син фельдмаршала графа П. А. Рум'янцева-Задунайського (1725-1796) від його шлюбу з Катериною Голіциною (1724-1779), дочкою князя М. М. Голіцина. Здобув домашню освіту під наглядом матері, яка жила окремо від чоловіка в Москві.
З народження був записаний в гвардійську артилерію, в 1762 був переведений вахмістром в Кінний лейбгвардії полк, а в січні 1769 переведений, за службу батька, в корнети. У 1772 році був призначений камер-юнкером. Перебуваючи при дворі імператриці Катерини II разом з матір'ю, призначеною обер-гофмейстериною, Румянцев зблизився з бароном Фрідріхом Гріммом (1723-1807) і потоваришував з ним на все життя .
На прохання графині Катерини Михайлівни Грімм відвіз її синів, Сергія та Миколу, до Лейденського університету. В університеті вони пробули з 1774 по вересень 1774, вивчаючи право та загальну історію. Після брати Румянцеви, супроводжувані Гріммом, вирушили до Парижа, відвідали Женеву, де познайомилися з Вольтером і прибули до Італії. На батьківщину вони повернулися через Венецію та Берлін, і у 1777 році прибули до Петербурга.
Разом із братом 5 травня 1779 року був призначений у камергери. Наступного року, переживаючи смерть матері, вирушив за кордон. Він відвідав Швецію, Данію, Голландію, Англію, Францію. У Парижі Румянцев мав намір прожити довго. «Приємне життя, яке я там вів, і відмінність, якою в багатьох випадках я користувався, не дозволяли мені думати про виїзд», - писав він у своїй автобіографії.

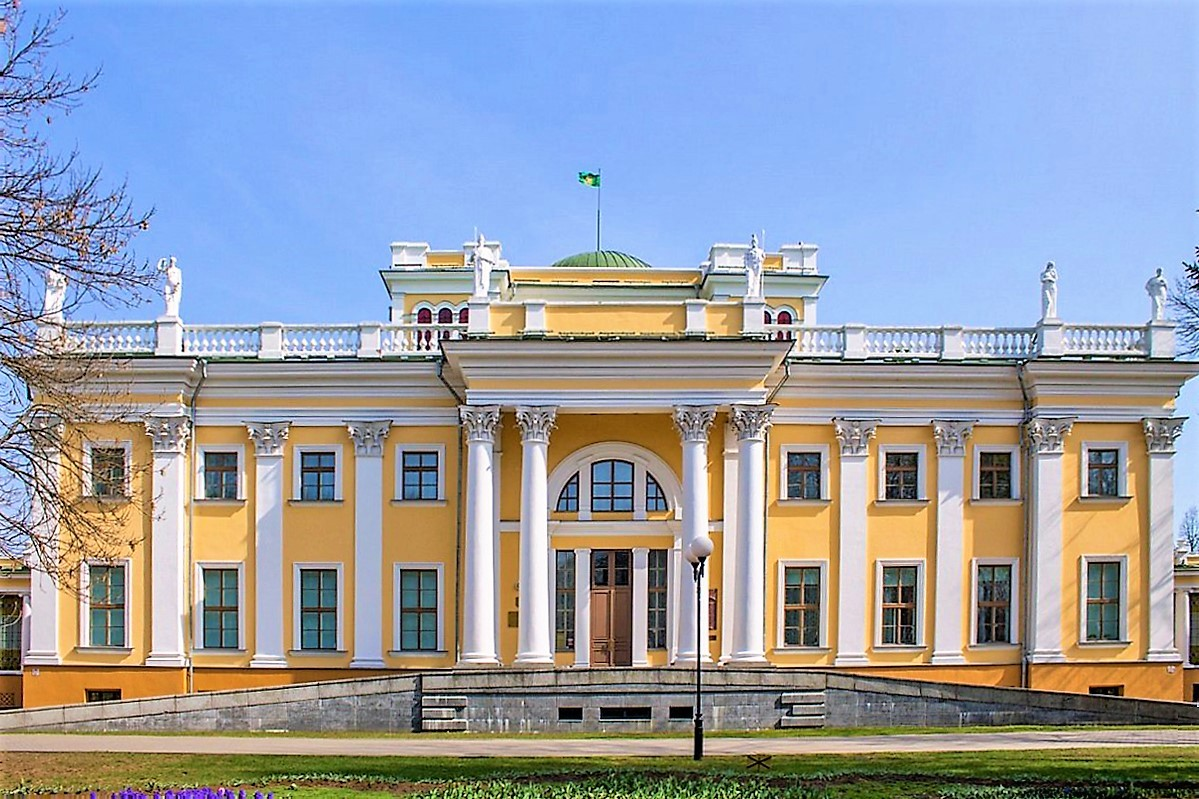
Палац Рум'янцевих

На вимогу імператриці у квітні 1783 Румянцев був змушений залишити Париж і повернувся до Петербурга. У квітні 1785 року він був призначений посланцем до Баварії, яка наприкінці 1785 року була замінена йому на Пруссію. У травні 1786 року він виїхав до Берліна, де пробув лише до серпня 1788 року. Імператриця не схвалювала політики Румянцева, та й він сам тяготився своєю посадою.
Повернувшись до Петербурга, Румянцев поринув у задоволення світського життя і протягом кількох років не обіймав жодної посади. У січні 1791 отримав чин таємного радника. З березня 1793 року перебував при графі д'Артуа, що прибув до Петербурга. З червня 1793 по червень 1794 займав делікатну на той час посаду російського посла в Швеції, і так само невдало, як у Берліні. Ім'я російського посла було замішено у розкритій у Стокгольмі змові на чолі з графом Армфельтом, метою якого було усунення від справ барона Рейтергольма. Катерина II змушена була відкликати Рум'янцева.
Імператор Павло I указом від 14 листопада 1796 призначив Румянцева присутнім членом Колегії закордонних справ. У 1797 був призначений головним директором Державного допоміжного для дворянства банку. 9 вересня 1798 року був переведений у дійсні таємні радники, призначений сенатором і міністром наділів. Потрапивши в опалу, наступного року Рум'янцев вийшов у відставку. В 1800 знову повернувся на службу членом Ради при Найвищому Дворі, але в 1802 за невідвідування засідань Ради був звільнений від служби.
З 1805 по 1814 Румянцев засідав у Державній Раді, а потім вже остаточно відійшов від справ. У 1810 обраний почесним членом Петербурзької академії наук. Він постійно проживав у Москві у спадковому своєму будинку на Маросейці, 17. За своїм суспільним станом мав великі знайомства. Найближчими приятелями його були: Карамзін, який перебував з ним у листуванні , І. І. Дмитрієв, Д. М. Блудов, М. І. Кривцов, О. І. Тургенєв, князь П. A. Вяземський, який писав у своєму «Старому записнику» про пристрасть Румянцева до карткової гри, роблячи таке зауваження:
|  | Багатий граф Румянцев, блискучий вельможа часів Катерини, людина відмінного розуму, великої освіченості, допитливець по всіх галузях науки, був до глибокої старості схильний до цієї пристрасті, якій вдавався, так би мовити, запоєм. Він замикався іноді вдома на кілька днів з гравцями, програвав їм нечувані суми і переставав грати до нового запою. |

Карткові борги змушували останнього Румянцева розпродувати батьківські маєтки. У 1822 він продав Сергіївку, ще через 12 років розлучився зі знаменитою Гомельською резиденцією.
Помер 24 січня (5 лютого) 1838 і був похований у підмосковній садибі Троїцьке. Яшмовий саркофаг знаходиться у невеликому мавзолеї, куди Сергій Петрович сподівався перенести з Києва прах батька. З його смертю згасла графська лінія дворянського роду Рум'янцевих.

## Літературні заняття
З дитинства С. П. Румянцев складав французькі, здебільшого мізантропічні, проверби і дотепні байки російською мовою, «які писав чудово і з великим розумом» . На запрошення княгині Е. Р. Дашкової, він став у 1783 році співробітником «Співрозмовника любителів російського слова», помістивши в ньому кілька критико-полемічних статей, спрямованих проти Катерини II, яка поставилася до них емоційно і осміяла автора, який не вмів нібито висловлювати свої думки рідною мовою . У липні 1786 року у книжці «Зростаючий Виноград» з підписом Правдубаєва, Румянцев помістив статтю проти мартиністів, яких осміювала й сама імператриця.
Найважливішою справою Рум'янцева була робота про вільних хліборобів. У 1802 він через Н.Н. Новосильцева подав імператору «Записку про вільних землеробів» із припущенням про звільнення селян у вільні хлібороби. Після розгляду цього питання у Державній Раді Олександр I видав указ про вільних хліборобів (1803). Перше практичне застосування указу взяв на себе воронезький поміщик  Петрово-Соловово, а за ним Рум'янцев, який відпустив на волю з наділом землею своїх вологодських, ярославських і рязанських селян. Пізніше, влітку 1834 року, Рум'янцев у своєму селі Тарутині Калузької губернії спорудив монумент на згадку про перемогу, здобуту над французами 5 жовтня 1812 року на гроші, отримані Румянцевим за звільнених селян цього села .

## Особисте життя

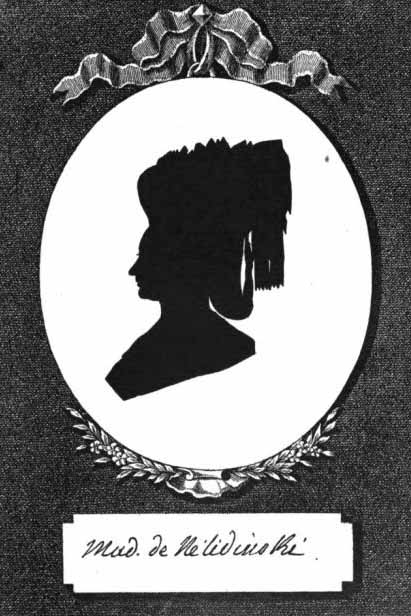
Анастасія Неледінська

Румянцев не був одружений, але з 1784 по 1803 перебував у близьких відносинах з Анастасією Миколаївною Неледінською-Мелецькою, народженою графинею Головіною (1754-1803), яка була другою дружиною О. Ю. Неледінського, батька письменника, і до нього жила із князем М. В. Рєпніним. Румянцев мав незаконних дітей, спочатку вони носили прізвище Сергєєвих, а потім Кагульських, на згадку про перемогу їхнього діда над турками при Кагулі. Їм він передав свій великий маєток:
- старша дочка (1785-1793)
- Варвара Сергіївна (1791/1794-1875), з 1811 дружина князя Павла Олексійовича Голіцина (1782-1848). У суспільстві була відома під ім'ям «princessa Babetta», вирізнялася розумом і рідкісною душевною якістю, з 1830 по 1834 була головою Патріотичного товариства.
- Катерина Сергіївна (1806—29.03.1826), перша дружина (з 27 квітня 1824 р.) князя Петра Івановича Мещерського (1802—1876)   померла після пологів сина Сергія (25.02.1826—15.03.1826).
- Зінаїда Сергіївна (1811-1879), була одружена (з 02 серпня 1827)  за генерал-майором Миколою Андріановичем Дивовим (1791-1879), сином сенатора А. І. Дивова. Вінчалися у Петербурзі у церкві св. Архістратига Михайла у Михайлівському палаці.

Дочки
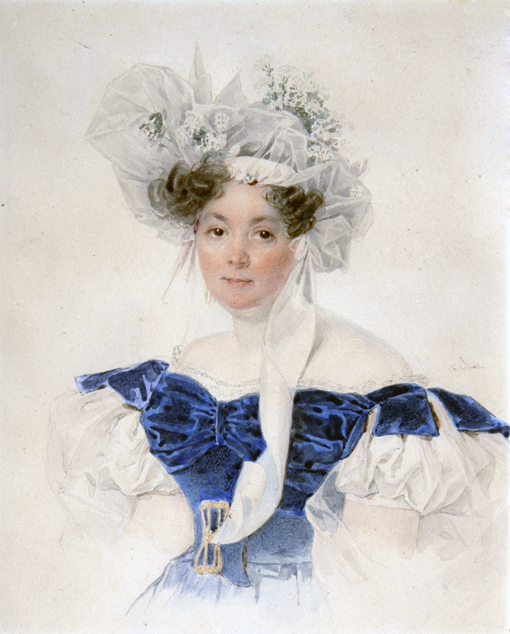
Варвара Сергіївна
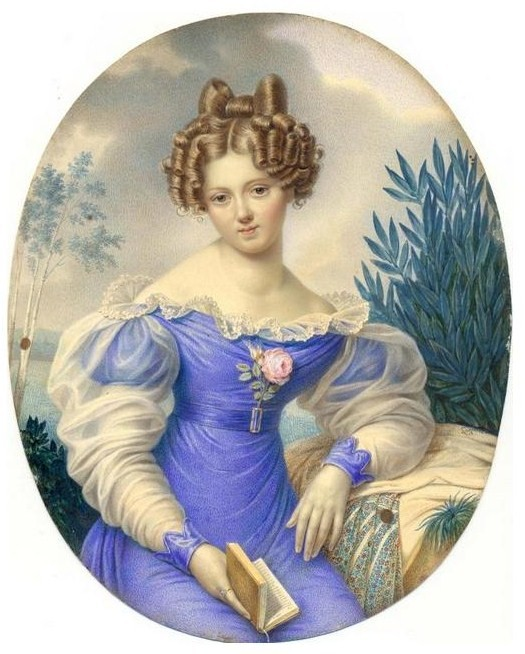
Катерина Сергіївна
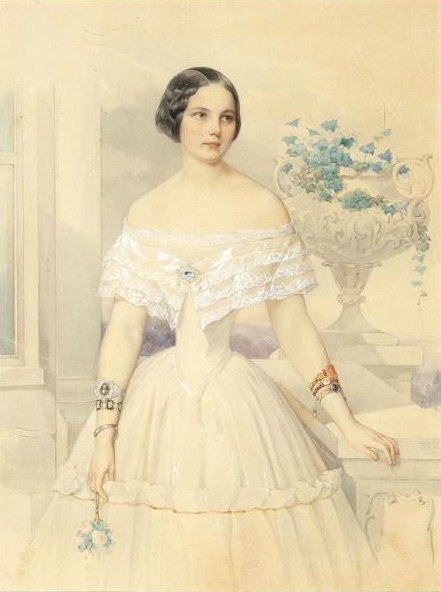
Зінаїда Сергіївна